# Most Południowy w Kędzierzynie-Koźlu
Most Południowy w Kędzierzynie-Koźlu – most drogowy przez rzekę  Odrę w ciągu południowej obwodnicy miasta  Kędzierzyna-Koźla (droga krajowa nr 40) w  województwie opolskiem. 
Most skrzyżowany pod kątem 49° z rzeką ma najdłuższe przęsło nurtowe (140,0 m) wybudowane metodą betonowania nawisowego w Polsce.
Południowa obwodnica z mostem długości 5 km, wybudowana została przez firmę Bilfinger Berger Budownictwo SA w latach 2008-2010. Koszt inwestycji wyniósł ponad 120 mln zł.
Najbliższa przeprawa przez  Odrę znajduje się w  Koźlu, w ciągu ulicy Xawerego Dunikowskiego. Znajdują się tam dwa mosty prowadzące przez lewy i prawy nurt rzeki i przez wyspę na środku Odry. Jednym z nich jest Most Józefa Długosza.